# چرنگتسا (شهرستان وروتسواف)
چرنگتسا (به لهستانی:  Czernica) یک روستا در لهستان است که در گمینا چرنگتسا واقع شده‌است. چرنگتسا ۱٬۰۰۰ نفر جمعیت دارد.